# Listă de instrumentiști români

## A
- Dan Andrei Aldea
- Andrei Colompar

## B
- Idu Barbu
- Dan Bădulescu
- Marcel Budală

## C
- Mihai Cernea
- Eugen Ciceu

## D
- Cella Delavrancea

## E
- George Enescu

## G
- Petru Gavrilă
- Valentin Gheorghiu
- Eugen Gondi
- Dan Grigore

## I
- Adrian Ilie
- Corneliu „Bibi” Ionescu
- Petre Iordache
- Doru Istudor „M.S.”

## K
- Josef Kappl

## L
- Ovidiu Lipan „Țăndărică”
- Dinu Lipatti

## M
- Sergiu Malagamba
- Marius Mihalache
- Lucian Moraru

## O
- Nuțu Olteanu

## P
- Marius Popp

## R
- Johnny Răducanu

## S
- Valeriu Sterian

## T
- Mircea Tiberian
- Liviu Tudan

## W
- Paul Weiner

## Z
- Gheorghe Zamfir
- Octav Zemlička